# Galambos Péter Sándor
Galambos Péter Sándor (Budapest, 1971. január 19. – Ausztrália, 2019. december 14.) buddhista mester, jógi, tibetológus.

## Élete
Édesanyja Szemerey Judit Erzsébet, édesapja Dr. Galambos László. Budán, kétgyermekes polgári családban nőtt fel. Testvérével sok időt töltöttek a természetben, barlangásztak, gombásztak, horgásztak, kirándultak. Már fiatal korától aikidó edzésekre járt. Szerteágazó volt az érdeklődése, sokat olvasott, 14 éves korára kiolvasta a teljes Pallas nagy lexikona sorozatot. Büszke volt származására, anyai ágon ősei a honfoglaló Huba vezér leszármazottai. Az általános iskola elvégzése után a Kaffka Margit Gimnáziumban folytatta tanulmányait. Nagyon kedvelte a filozófiát, különösen a keleti filozófiai rendszereket. Nagy hatást tettek rá Konfuciusz és Lao-ce tanai, valamint Erich Fromm és Daisetz Teitaro Suzuki Zen – buddhizmus és pszichoanalízis című könyve. Ezek mellett az egész ázsiai kultúrkör és a mesterről mesterre öröklődő hagyományos tudás is nagyon érdekelte.
1990-ben, tizenkilenc évesen elnyert egy ösztöndíjat Kínába, biotechnológia szakra. Majd átjelentkezett a pekingi Egyetem hagyományos kínai orvoslás szakára. 1 hónappal megérkezése után, barátaival városlátogatáson volt, mikor is bementek egy Buddhista templomba. Itt találkozott első csan buddhista mesterével. Tőle vett először  buddhista menedéket és tőle kapott először buddhista tanításokat. Kínában még jobban belemerült a keleti kultúrák tanulmányozásába, élő konfuciánus, taoista, csan buddhista mesterekkel találkozott.  Csikungot (qigongot), Tajcsicsuant, Kung fut gyakorolt.
A Hagyományos kínai orvoslás|t az egyetem mellett egy olyan kínai buddhista mestertől tanulta, akinek a felmenői is császári udvari orvosok voltak, így a tudás generációkról generációkra öröklődött. Kitűnő nyelvérzékkel rendelkezett, a kínai nyelv mellett elkezdte a  tibetit tanulni. (Az anyanyelvén túl  angolul, németül, oroszul, kínaiul, később több tibeti nyelvjárásban is beszélt.)
1993-ban ment először Tibetbe.  Számos buddhista mesterrel találkozott, saját elmondása szerint, kettő volt rá igazán nagy hatással. Egyikük Khenpo Munsel Rinpoche,  Dzogcsen és Nyingmapa mester. A másik fő mestere, Trulshik Adeu Rinpoche, a Drukpa Kagyü ág vonaltartója volt, akit elkísért Indiába, Nepálba is. Tőle kapta meg a Drukpa Kagyü vonal teljes átadási rendszerét, valamint a Nárópa hat gyakorlatát. Adeu Rinpoche mellett lehetősége volt, a mester személyes tanítványaként, titkos kéziratok tanulmányozására.
1996-2005 között nyolc évet töltött el Tibetben. Kezdetekben Nyarongban és Golokban található barlangokban és hegyi remeteségekben. A későbbiekben Nangcsenben, barlangokban gyakorolt. Fő gyakorlatai a dzogcsen, Naropa hat jógála valamint tsa-lung.
Nagy tiszteletben tartották, hamar elterjedt a híre, a környékbeliek sokszor felkeresték, hogy jóslást vagy gyógyítást kérjenek.
A Tibetben töltött 8 év után visszatért Pekingbe, ahol találkozott a tajvani Wang Shao Fan csan buddhista mesterrel. Rájött, hogy a csan buddhizmus elgondolásai egybevágnak a tibeti tapasztalásaival és megértéseivel. Wang Shao Fan mesternél 5-7 napos elvonulásokon vett részt.
2007-ben jött haza Magyarországra. Felkérésre buddhista előadásokat, elvonulásokat kezdett el tartani.
2009-től a teleket Ausztráliában, Tasmániában édesanyja és testvérének családja körében töltötte. Több hónapot töltött Kínába, rendszeresen járt Tibetbe, évente több alkalommal jött Magyarországra.
A tibeti útjai alkalmával, alkalmanként elkísérték barátok, akik tanítványai is voltak.
Gyermekkora óta szerette a teákat, izgalmasnak tartotta, hogy minden tea más és máshogy készül el. Bárhol járt a világban a teázás a mindennapi élete része volt.
2018-ban az ELTE keleti nyelvek és kultúrák, tibeti szakán bölcsész diplomát szerzett.
2007 és 2019 között Magyarországon és Kínában évente több alkalommal tartott 7 napos főként csan, valamint Mahámudrá, Dzogcsen elvonulásokat, rendszeresen hívták előadást tartani a buddhizmusról, hagyományos kínai orvoslásról.